# Flakbatterie Dangast
Die schwere Flakbatterie Dangast war im Zweiten Weltkrieg eine verbunkerte Stellung der Marine-Flak im Südwesten des Jadebusens.

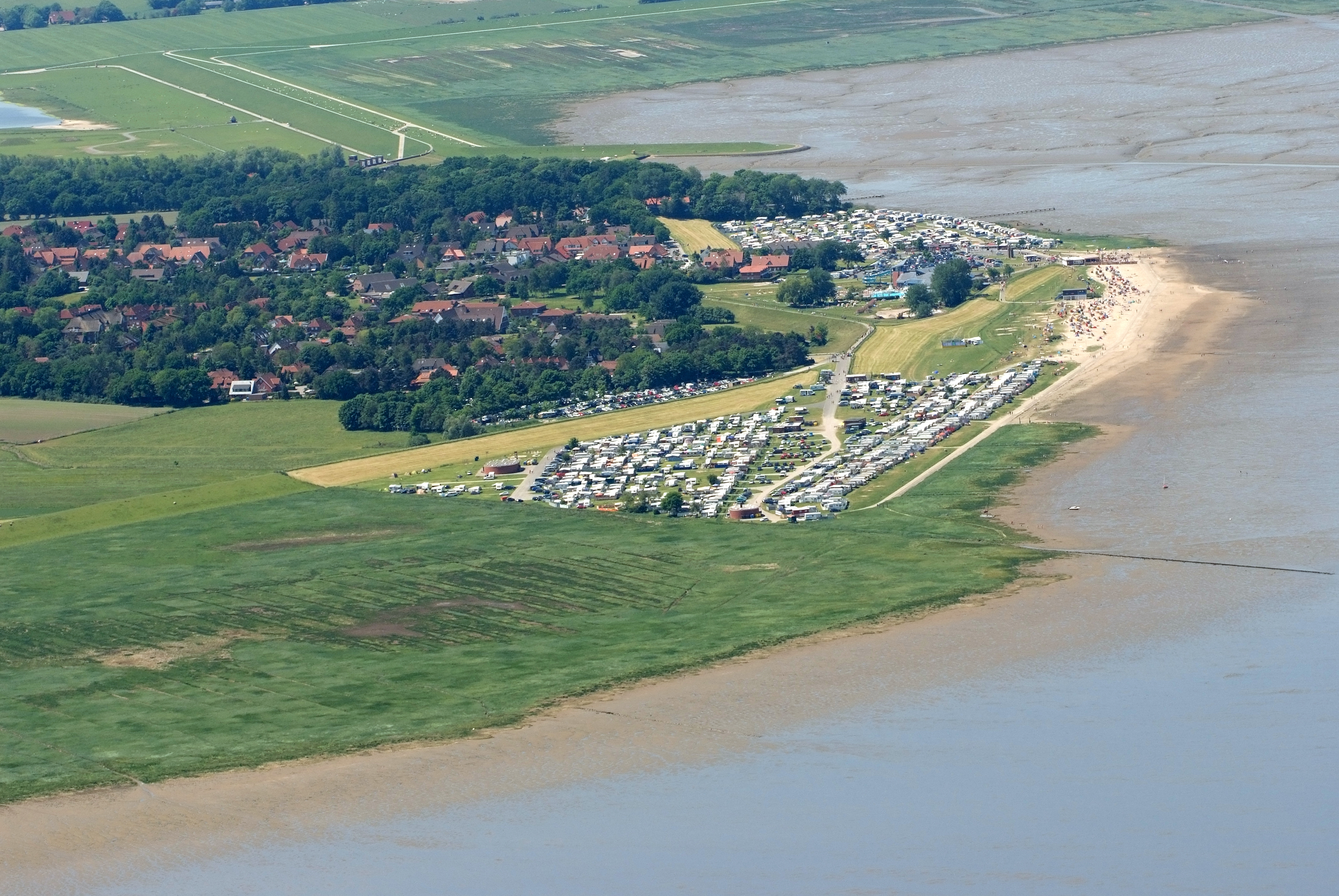
Die Batterie Dangast lag an der Stelle des heutigen Parkplatzes hinter dem Campingplatz.

## Lage und Aufbau
Die Batterie lag am östlichen Ortsrand von Dangast. Das Bunkersystem verfügte über alle notwendigen Einrichtungen. Es war beheizt und mit WC, Duschraum, Vorrats- und Geräteraum und Unterkünften für 90 Soldaten ausgestattet. Die Unterkünfte waren direkt neben den Geschützbettungen und dem Leitstand positioniert, sodass die Gefechtsbereitschaft sehr schnell hergestellt werden konnte. Es gab außerdem einen großen Gemeinschaftsraum, ein eigenes Dienstzimmer für den Batteriechef sowie eine Kantine und Unterkünfte für die Unteroffiziere. Ein abseits gelegener Maschinenbunker mit 2-cm-Flakwaffe beherbergte das Notstromaggregat und das Kommandogerät.

## Organisatorische Eingliederung

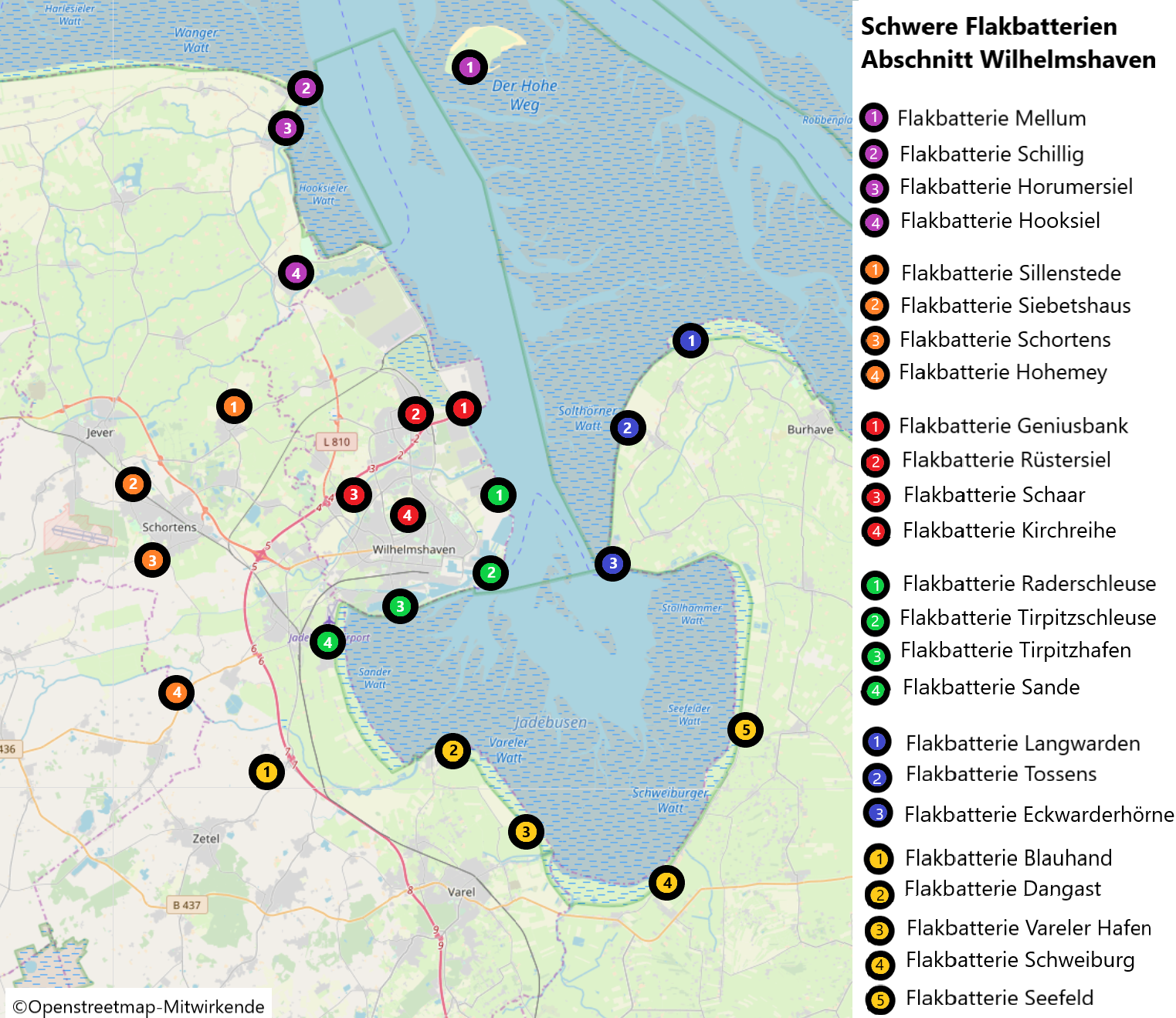
Position der Flakbatterien im Abschnitt Wilhelmshaven

Für die Küstenverteidigung war der Küstenbefehlshaber Deutsche Bucht verantwortlich. Die Batterie gehörte als Teil der II. Marineflakbrigade zum Abschnitt Wilhelmshaven. Die Flakbatterie gehörte zur Marineflakabteilung 222, deren Flakuntergruppenkommando Süd bei Vareler Hafen lag.

## Geschichte

### 8,8-cm – Feldstellung
Im Jahr 1938 wurde die Flakbatterie Dangast zunächst als einfache Feldstellung realisiert. Ende August 1939 wurden vier 8,8-cm-Flakgeschütze gefechtsbereit gemeldet und die Batterie mit Reservisten besetzt. Der Zustand der Anlage war schlecht, besonders die Unterkünfte waren ungenügend, deshalb wurde der Neubau einer modernen verbunkerten Batterie beschlossen.

### 10,5-cm – Erster Ausbau
Nach den Plänen des Festungsbauamtes Wilhelmshaven wurde in nur vier Monaten von März bis Juni 1940 eine Flakbatterie als Erdstellung mit einem unterirdischen Bunkersystem gebaut. Mehr als zwei Drittel der Erd- und Betonierungsarbeiten wurden unter Aufsicht von Fachleuten von den Soldaten ausgeführt. Anfang Juni 1940 wurden vier 10,5-cm-Flakgeschütze montiert. Einige Tage darauf wurde die Batterie an das Planfeuernetz des Flakgruppenkommando der Festung Wilhelmshaven angeschlossen und gefechtsbereit gemeldet. Am 21. Juni 1940 begann die erste Gefechtstätigkeit der Batterie Dangast. Bis Ende 1940 kam ein von der Luftwaffe betriebenes mobiles Funkmessgerät 62 Würzburg zum Einsatz. Dieses wurde im Frühjahr 1941 durch ein neues fest installiertes Würzburg auf dem Deich in der Nähe des Maschinenbunkers ersetzt. Im Mai 1941 wurden die Deckenschilde für die Geschütze montiert. Im September 1942 tauschte man das Würzburg-Radar gegen eine modifizierte Version mit Feinpeilung, Index C aus.

### 12,8-cm – Zweiter Ausbau
Aufgrund der anhaltenden Luftangriffe auf Wilhelmshaven sollten die Batterien Hohemey, Geniusbank, Eckwarderhörne und Dangast auf leistungsfähigere Geschütze umgerüstet werden. Anfang April 1943 begann der Umbau der Batterie auf das schwere Flakgeschütz „Flak 40“ mit dem Kaliber 12,8 cm. Die hier eingesetzten Flakgeschütze waren die ersten von der Marineflak eingesetzt „Flak 40 M“ im Bereich der Deutschen Bucht. Da das neue Geschütz erheblich größere Bettungen brauchte, war ein Neubau notwendig. Direkt neben dem 10,5-cm-Geschützen wurden in viereinhalbmonatiger Bauzeit die neuen Bettungen errichtet. Am 6. September traf das erste neue Geschütz ein. Anfang Juni 1943 wurden ein FuMG 62 Würzburg mit Index D und ein Kommandogerät 41 L geliefert. Gleichzeitig wurden die alten 10,5-cm-Geschütze demontiert und deren Bettungen mit Netzen getarnt. Sie dienten fortan als Durchgang und zur Lagerung von leeren Patronenhülsen. Ende September 1943 war die Batterie wieder einsatzbereit. Die Batterie blieb bis zum Kriegsende unveränderte und bildete den modernsten Stand der Flugabwehr ab.

### Kriegsende
In den letzten Kriegstagen griff die Batterie Dangast noch Erdziele im Raum Grabstede und Neuenburg an und nahm anrückende polnische und kanadische Panzerverbände unter Beschuss.